# 第四共和国 (大韓民国)

大韓民国
대한민국 (韓国語)
大韓民國 (韓国語)

国歌: 애국가（朝鮮語）
愛国歌
大韓民国の位置

第四共和国（だいよんきょうわこく）は、現代韓国史を憲法で区分した一時期である。朴正煕時代の後期、1972年10月17日から1979年10月26日までを指し、維新体制とも呼ばれる。

## 背景
1971年の大統領選挙で朴正煕大統領は3選を果たしたものの、野党・新民党の大統領候補として出馬した金大中候補に95万票余りの差にまで攻め寄られた。その上、直後に行われた総選挙で新民党は89議席を獲得し、憲法改正阻止線である三分の一を優に上回り、朴政権は与党・民主共和党（共和党）単独では再度の憲法改正が不可能となった。こうした結果を受け、与党の結束が乱れただけでなく、野党や学生による反政府運動が盛んとなった。
このままでは、政権維持が危うくなると考えた朴は1971年10月15日、ソウル市一円に衛戍令を発令。同年12月6日には「北朝鮮からの侵攻が間近に迫っている」との理由から、衛戍令を格上げする形で国家非常事態を宣言した。その一方でデタントの流れを受ける形で北朝鮮政府との秘密裏の接触を初め、1972年7月4日には自主・平和・民族大同団結を謳った南北共同声明が発表された。共同声明の発表で、南北統一への気運が高まる状況下、朴は10月17日に「特別宣言」を発表、非常戒厳令を半ば抜き打ち的に宣布した（十月維新）。
戒厳令と同時に宣布された非常措置の要旨
1. 1972年10月17日19時を期して国会を解散し、政治及び政治活動を禁止、現行憲法の一部条項の効力を停止
2. 一部効力が停止された憲法条項の機能は、非常国務会議によって遂行される。非常国務会議の機能は現行憲法の国務会議がこれを遂行する。
3. 非常国務会議は1972年10月27日までに祖国の平和統一を志向する憲法改正案を公告し、公告した日から一月以内にこれを国民投票にかける。
4. 憲法改正案が確定した後、改正された憲法手続に則って、今年末までに憲政秩序を正常化させる。

そして、戒厳司令部の布告によって大学は休校、新聞や放送などマスメディアには事前検閲が敷かれた。こうした中、1週間後の10月27日、大統領の任期6年と重任制限の撤廃を旨とする憲法改正案が公告され、翌11月21日に行われた国民投票で9割以上の賛成票で改憲案は成立した。
| 項目       | 項目       | 票数（人数） | 得票率 |
| ---------- | ---------- | ------------ | ------ |
| 選挙人数   | 選挙人数   | 15,676,395   |        |
| 投票数     | 投票数     | 14,410,714   |        |
| 有効投票数 | 賛成       | 13,186,559   | 92.2%  |
| 有効投票数 | 反対       | 1,106,143    | 7.8%   |
| 有効投票数 | 小計       | 14,292,702   | 100.0% |
| 無効投票数 | 無効投票数 | 118,012      |        |

- 投票率：91.9%
- 出典：中央選挙管理委員会歴代選挙情報システム

国民投票の翌月、12月15日に統一主体国民会議を構成する代議員選挙が行われたが、立候補資格が厳しく、当選者はほぼ政権支持派で固められた。そして同月23日に統一主体国民会議第1回会議が行われ、唯一の立候補者であった朴が大統領に当選した。こうして第四共和国体制が出帆することとなった。

## 特徴
第三共和国憲法にあった大統領の多選禁止規定を撤廃し、大統領の選出方法を間接選挙制に改めるなど、朴正煕の永久執権を目的にしたものだった。また、日本の大日本帝国憲法と同様に、国民の自由や権利には、「法律の範囲内で」と留保規定が設けられた。